# Bez reguł
Bez reguł (ang. Unthinkable) – amerykański thriller z 2010 roku w reżyserii Gregora Jordana, wyprodukowany przez wytwórnie Sony Pictures Home Entertainment i Senator U.S. Główne role w filmie zagrali Samuel L. Jackson, Michael Sheen i Carrie-Anne Moss.

## Fabuła
Islamski ekstremista Younger (Michael Sheen) podkłada ładunki jądrowe w trzech miastach w Stanach Zjednoczonych. Policji udaje się go schwytać. Bandyta nie chce jednak zdradzić miejsca umieszczenia bomb. Agentka FBI Helen Brody (Carrie-Anne Moss) prosi o pomoc śledczego Henry’ego Harolda Humphriesa (Samuel L. Jackson) znanego jako H.

## Obsada
- Samuel L. Jackson jako Henry Harold Humphries "H"
- Michael Sheen jako Yusuf Atta Mohammed / Steven Arthur Younger
- Carrie-Anne Moss jako agentka FBI Helen Brody
- Brandon Routh jako agent specjalny DJ Jackson
- Benito Martinez jako Alvarez
- Gil Bellows jako agent specjalny Vincent
- Joshua Harto jako agent specjalny Phillips
- Martin Donovan jako Jack Saunders
- Stephen Root jako Charles Thomson
- Necar Zadegan jako Jehan Younger
- Michael Rose jako pułkownik Kerkmejian
- Holmes Osborne jako generał Paulson